# ابوالفضل ایلچی‌بیگ
ابوالفضل ائلچی بیگ (به ترکی: Əbülfəz Qədirqulu oğlu Elçibəy) (زادهٔ ۲۴ ژوئن ۱۹۳۸ در نخجوان – درگذشتهٔ ۲۲ اوت ۲۰۰۰ در آنکارا)، سیاست‌مدار آذربایجانی و یکی از مخالفان اتحاد جماهیر شوروی سابق و دومین رئیس‌جمهور جمهوری آذربایجان و نخستین رئیس‌جمهور غیر کمونیست جمهوری آذربایجان بود که در انتخابات آزاد این مقام را در ۱۶ ژوئن ۱۹۹۲ احراز کرد و طی یک کودتا در ژوئن ۱۹۹۳ از قدرت کنار رفت.